# イエローコーン
株式会社イエローコーンは、東京都世田谷区に本社を置くオートバイ用品の製造・販売を行う企業である。社名のイエローコーンは、危険を意味するYellow（イエロー）とインディアン部族のCohn（コーン）を合体させた言葉で、危険な戦士という意味である。

## 沿革
- 1987年 - 設立

## 主なユーザー（過去に使用した人も含む）
- 長谷川克憲
- 佐伯真吾
- 松田光市
- 高柳弘樹